# Добровольское сельское поселение (Ростовская область)
Добровольское сельское поселение — муниципальное образование в Волгодонском районе Ростовской области. 
Административный центр поселения — посёлок Солнечный.

## Административное устройство
В состав Добровольского сельского поселения входят:
- посёлок Солнечный;
- хутор Мокросоленый;
- посёлок Саловский;
- хутор Сухая Балка.

## Население
| 2010  | 2012  | 2013  | 2014  | 2015  | 2016  | 2017  |
| ----- | ----- | ----- | ----- | ----- | ----- | ----- |
| 2024  | ↗2028 | ↗2047 | ↗2064 | ↗2113 | ↗2118 | ↘2093 |
| 2018  | 2019  | 2020  | 2021  |       |       |       |
| ↘2058 | ↘2033 | ↘2021 | ↗2040 |       |       |       |